# 西取手站

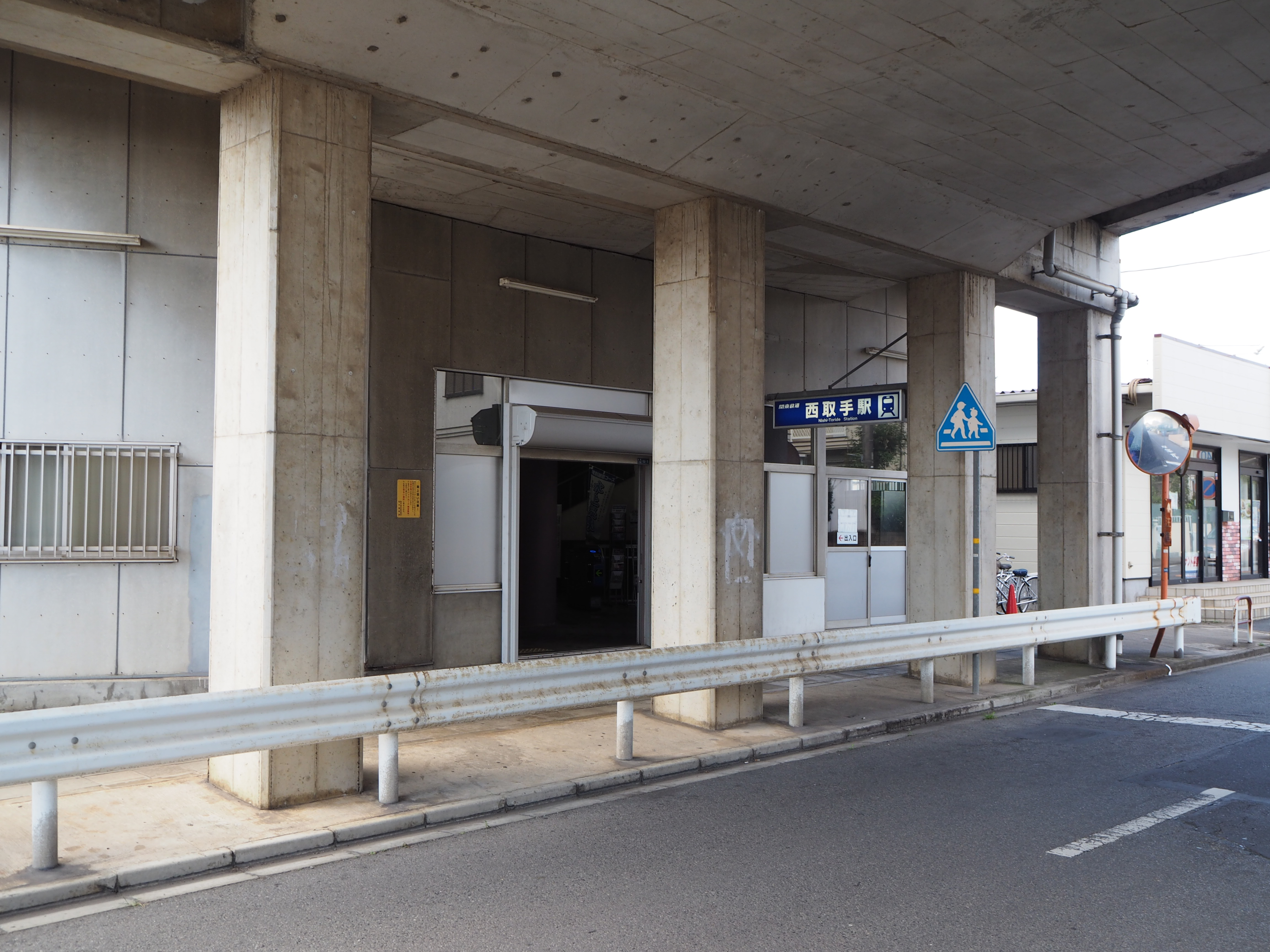
車站入口（2016年9月）

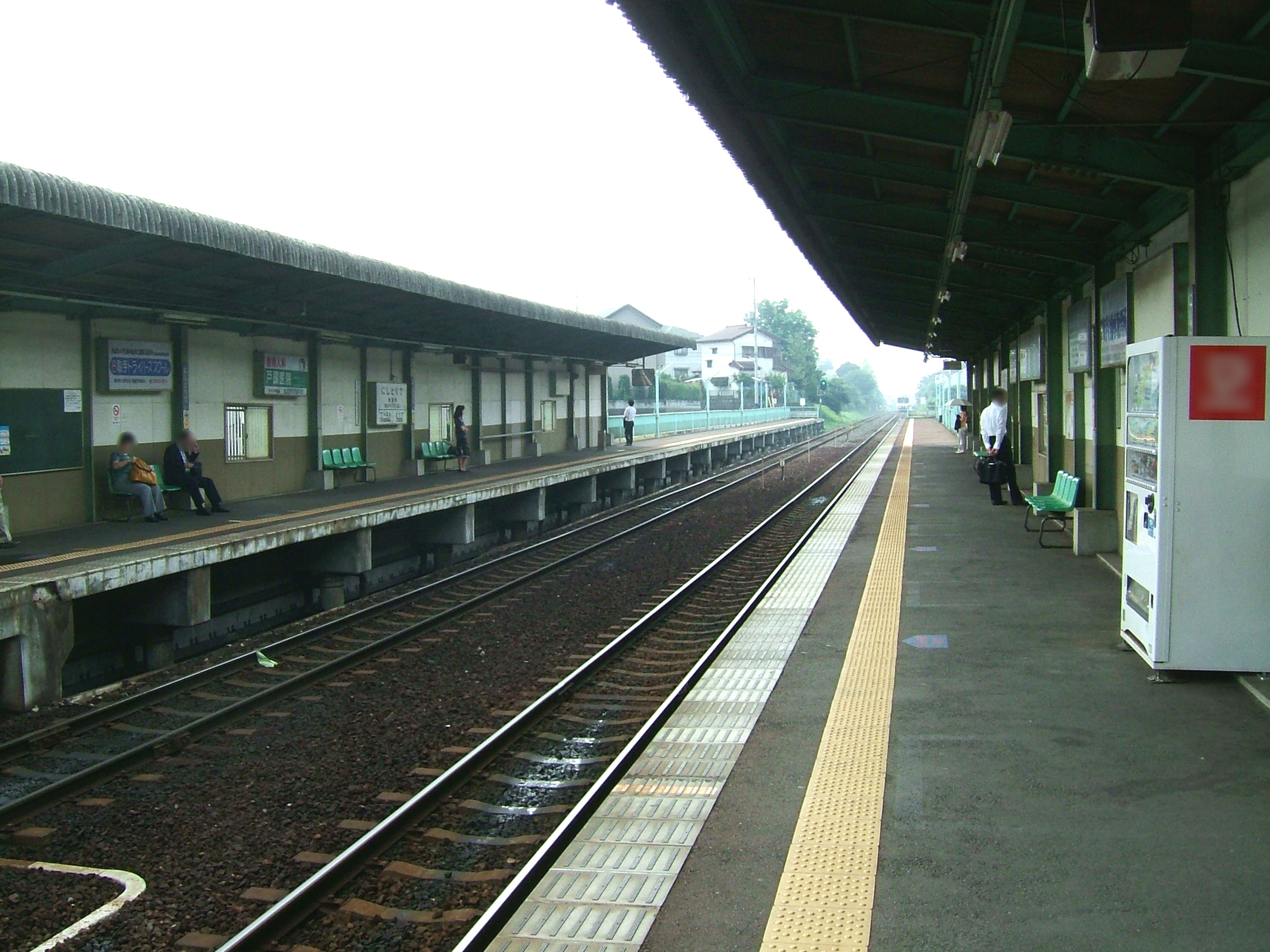
月台（2008年7月）

西取手站（日语：／ Nishi-Toride eki */?）是位於茨城縣取手市本鄉一丁目13番1號，關東鐵道的常總線車站。

## 概要
此站位於取手市（舊·寺原村）。

### 在此站行走的運行形態
- 上行（取手方向）
  - 日間每小時設有4班普通列車（前往取手）停靠[2]。
- 下行（守谷、小絹、水海道、下妻、下館方向）
  - 日間每小時設有4班普通列車（前往下館或水海道）停靠。部分時段前往下館的列車需要在水海道站轉乘列車[注釋 1]，晚間設有前往下妻的班次[2]。

## 歷史
- 1979年（昭和54年）12月1日 - 車站啟用[1]。
- 2009年（平成21年）3月14日 - 此站可以使用IC卡PASMO[1]。
- 2010年（平成22年）2月16日 - 部分時段沒有車站職員當值[3]。
- 2013年（平成25年）5月16日 - 整日成為無人車站[4]。

## 車站構造
此站是高架車站，設有2面2線的相對式月台。但是，月台靠近取手一方是位於地面上。車站大樓位於窪地中，月台橫跨整個窪地。此站沒有安裝升降機。
此站設有進站顯示器，當列車接近時，車站大樓內會響鳴。

### 月台
| 月台 | 路線    | 方向                   |
| ---- | ------- | ---------------------- |
| 1    | ■常總線 | 取手方向               |
| 2    | ■常總線 | 守谷、水海道、下館方向 |

## 使用狀況
以下為乘降人次變化列表。
| 年度   | 1日平均 乘車人次 | 1日平均 上下車人次 |
| ------ | ---------------- | ------------------ |
| 2009年 | 1,104            | 2,296              |
| 2010年 | 1,036            | 2,160              |
| 2011年 | 1,025            | 2,088              |
| 2012年 | 1,055            | 2,169              |
| 2013年 | 1,056            | 2,206              |
| 2014年 | 1,077            | 2,549              |
| 2015年 | 1,176            | 2,502              |
| 2016年 | 1,201            | 2,543              |
| 2017年 | 1,171            | 2,480              |
| 2018年 | 1,188            | 2,498              |
| 2019年 |                  | 2,535              |

## 車站周邊
此站位於關鐵新城內。附近設有住宅區，車站附近設有數間商店和超級市場。
- 取手市寺原公民館
- 專修學校筑波綜合高等學園
- 取手市立寺原小學
- 取手市立白山保育所、地區兒童保育支援中心
- 取手白山郵局
- 佳能取手事業所
- 京成的士北相本社
- 新鮮超級交場 媽媽
- 東漸寺

## 巴士路線
車站鄰近「西取手站入口」巴士站。
| 乘車場 | 系統              | 主要途經                                      | 目的地     | 巴士公司                   |
| ------ | ----------------- | --------------------------------------------- | ---------- | -------------------------- |
|        | [1]中央循環東路線 |                                               | 取手市政廳 | 取手市社區巴士（Koto巴士） |
|        | [1]中央循環東路線 | JA取手綜合醫療中心、Katarai之鄉、取手站東出口 | 取手市政廳 | 取手市社區巴士（Koto巴士） |

## 相鄰車站
關東鐵道
■常總線
普通、快速
取手－西取手－寺原

## 注腳

## 外部連結
- 西取手站 | 車站案內 （页面存档备份，存于）（日語） - 關東鐵道